# Can't Help Falling in Love
«Can't Help Falling in Love» («No puedo evitar enamorarme») es una canción romántica del género soft rock compuesta en el año 1961 por George David Weiss, Hugo Peretti y Luigi Creatore, e interpretada por Elvis Presley para la película Blue Hawaii. El sencillo permaneció 14 semanas en las listas de éxitos Billboard alcanzando el número 2; en Reino Unido fue número uno durante cuatro semanas. Un disco de oro fue certificado por la RIIA el 30 de marzo de 1962.

## Versión de Elvis Presley
La versión más famosa de esta canción de amor, la realizó Elvis basándose en la composición clásica francesa Plaisir d'amour de Jean Paul Égide Martini.  Elvis grabó la canción el 23 de marzo de 1961 en Radio Recorders. 
La interpretación de Presley en la película Blue Hawaii se daba durante una escena donde él le ofrece a una anciana hawaiiana una caja de música con la melodía mientras que él entona la canción paralelamente. En el álbum de la banda sonora de la película de 1961, la interpretación fílmica no estaba incluida, pero aparecería en un álbum para coleccionistas en 1997.
En su versión original la canción tenía dos estribillos, mientras que luego, cuando la canción fue utilizada por Elvis Presley nuevamente en su show televisivo para la NBC conocido como '68 Come Back Special y posteriormente para cerrar sus conciertos en directo, Elvis modificó el tema interpretándolo en estas nuevas versiones con un solo estribillo tras las primeras dos estrofas, a partir del cual el tema va in crescendo hasta finalizar con un despliegue instrumental y coral apoteósico durante la estrofa final. 
En su versión de 1968, el tema incluye una introducción instrumental con cuerda, mientras que a partir de las interpretaciones en directo de finales de los 60s la introducción la realizaría el piano, y en el caso de los shows de los 70s la canción servía específicamente como preludio para el tema de cierre instrumental. 
Años después, Celine Dion finalizaría sus shows de una manera similar. El tema fue usado en el anuncio navideño de Coca-Cola de 2008.

### Músicos en la versión de 1961 de Elvis Presley
- Elvis Presley (voz)
- The Jordanaires (coros)
- Scotty Moore (guitarra)
- Floyd Cramer (piano)
- Bob Moore (bajo)
- D.L. Fontana (batería)

## Otras Versiones

### Versión de UB40
En 1993, el grupo de Reggae UB40 la editó como primer sencillo de su álbum Promises and Lies. Esta versión que está ejecutada en el estilo reggae característico del grupo, aparece en la banda sonora de la película Acosada.

### Versión de Erasure
Erasure incluyó una versión de esta canción en su álbum de 2003, Other People's Songs. También la versionó en vivo en su gira The Other Tour.

### Versión de Il Divo
El cuarteto musical Il Divo compuesto por cuatro cantantes masculinos: el suizo Urs Bühler, el español Carlos Marín,  el estadounidense David Miller y el francés Sébastien Izambard, versionaron a cuatro voces melódicas el tema, tras comprar los derechos de la canción.
Can't Help Falling in Love fue incluido en el álbum recopilatorio del grupo The Greatest Hits en 2012.

### Versión de José Riaza
En 2022 el músico español José Riaza lanza una adaptación libre completamente en español dentro del álbum Cleptomanías II.